# Последняя женщина на Земле
«Последняя женщина на Земле» (англ. Last Woman on Earth) — американский фантастический фильм 1960 года, поставленный Роджером Корманом по сценарию Роберта Тауна. Премьера состоялась 5 августа. Главная идея фильма — конфликт между группой людей, переживших апокалипсис — присутствует также в другой картине Кормана, «День, когда Земле пришёл конец» (Day the World Ended).

## Сюжет
В один обычный день растения перестают вырабатывать кислород. Очень скоро почти всё живое на Земле погибает. Из людей в живых остаются только трое — супружеская пара Гарольд и Эвелин, а также их друг Мартин. Они решают обосноваться в особняке. Эвелин — последняя женщина, оставшаяся на Земле. Через некоторое время Мартин влюбляется в неё. Он начинает оказывать Эвелин знаки внимания. Между ним и Гарольдом разгорается конфликт…

## Создатели фильма

### В ролях
- Бетси Джонс-Морленд — Эвелин Герн
- Энтони Карбон — Гарольд Герн
- Роберт Таун — Мартин Джойс